# Mali polni ud
Mali polni ud, mikropenis, mikropenija ili mikrofalus (lat. microphalus) je najčešče urođena anomalija, mada može biti i stečena, koja se karakteriše normalno formiranim polnim udom (penisom) koji je više od dve standardne devijacije (SD) manji od očekivanog za dati uzrast.
Mikropenis je medicinska dijagnoza koja u mnogome zavisi od ispravnog merenja dužine penisa i može biti izolovana anomalija ili abnormalnost u sklopu mnogih drugih sindroma. Mikropenis može imati uvučen ili lepršav izgled, zavisno od njegove osovine u uspravnom ili spuštenom položaju. Prisutnost ili odsustvo kavarnoznog i spongioznog tela takođe može uticati na izgled penisa.
Skrotum (mošnica) je normalno prisutna i spojena sa penisom, ali može biti nerazvijena (hipoplastična). Obično se kod mikropenisa testisi nalaze u skrotumu, ali oni mogu ili ne moraju normalno funkcionisati. Međutim, kod nekih pacijenata silazak testisa može biti poremećen zbog sindromskog stanja ili zbog ozbiljnih hormonskih poremećaja. Očekuje se i da će volumen testisa kod mikropenisa biti ispod normalnih veličina. Često kod pacijenata sa mikropenisom nema dokaza o feminizaciji.
Mikropenis može nastati kao rezultat hipofizno-hipotalamičke insuficijencije, primarne insuficijencije testisa ili može biti idiopatski. Endokrinološka procena pomaže u određivanju etiologije i načina lečenja mikropenisa. Rana dijagnoza važna je za pravovremenu primenu različitih mogućnosti lečenja.

## Terminologija
Tradicionalno, izraz mikropenis se odnosi na penis koji je inače normalno formiran, a termin mikrofalus se više koristi kada je mikropenis povezan sa hipospadijom.

## Veličina polnog uda
Tipičan penis u erekciji obično je dugačak 12,7 — 15,24 cm (5 do 6 inča), a normalno u relaksiranom stanju, je 10,16 — 12,7 cm (4 do 5 inča), mada postoji više varijacija u veličini mlohavih penisa. Kod novorođenčeta normalna veličina polnog uda je 3,5 ± 0,7 cm.
Neki momci imaju zaista manji penis od napred navedenih veličina. U retkim slučajevima, genetika i hormonski problemi uzrokuju stanje koje se naziva mikropenis — kod koga je penis u erekciji ispod 7,62 cm (3 inča).
Kritična dužina penisa da mi se polni ud označio kao mikropenis je 2,5 cm (2,5 SD-a ispod prosečne vrednosti). Rast penisa je u suštini linearan tokom srednje i kasne trudnoće. Tuladhar i saradnici (1998) su predložili sedeću formuli koja opisuje odnos između dužine penisa i gestacijske starosti za novorođenčad u trudnoći od 24-36 nedelje:
Dužina penisa u santimetrima = - 2,27 + 0.16 X (gestacijska starost u nedeljama)
Nakon prvih nekoliko godina života, penis raste vrlo malo do puberteta kada nivo testosterona počne da raste. Međutim, ako penis meri manje od 2,5 SD-a ispod srednje vriednosti (približno 4 cm) ili su prisutne druge abnormalnosti, kao što je kriptorhizam ili hipospadija, to ukazuje se na neophodnost dalje procene anomalija penisa.
Dijametar falusa je takođe bitan za procenu hipoplazije ili potpunog odsustva kavernoznih tela penisa, te za buduću funkciju polnog uda.

## Epidemiologija
U Sjedinjenim Američkim Državama, incidencija mikropenisa između 1997. i 2000. godine bila je 1,5 na 10.000 živorođene muške dece.
Pol
Po definiciji, mikrofalus je isključivo muško stanje. Međutim, važno je razlikovati muškarca sa mikropenijom i bilateralnim kriptorhizmom i žene sa klitoromegalijom, što može biti jako teško.
Uzrast
Mikropenis se najčešće prepoznaje i procenjuje u životu novorođenčeta, ali može doći i do kašnjenja u proceni.

## Etiolopatogeneza
Mikropenis je najčešče kongenitalna anomali kod muške dece, koja obično može biti praćena i abnormalnostima rasta testisa i descenzusom. Iako se mikropenis može smatrati oblikom dvosmislenih genitalija, prisustvo normalnog skrotuma i opipljivih testisa ukazuje na veliku vjerovatnoću normalnog muškog kariotipa. Ako testisi nisu palpabilni i/ili je mokraćna cev penisa odsutna,nalaz se opisuje kao dvosmislen, a potrebno je izvršiti i evaluaciju u savetovalištu za poremećaje razvoja pola.
Fetalna proizvodnja testosterona i njegova periferna konverzija u dihidrotestosteron (DHT) neophodna je za normalan razvoj muškarca. Rano u gestaciji, placentalni humani horionski gonadotropin (hCG) stimuliše testise koji proizvode testosteron, tako što se vežu za receptor luteinizirajućeg hormona (LH).
Do približno 14 sedmice trudnoće, aktivna je fetalna hipotalamično-hipofizno-gonadalna osovina, a proizvodnja testosterona je pod kontrolom fetalnog LH.
Rast penisa nakon prvog trimestra zavisi od proizvodnje fetalnih gonadotropina.
Testosteron je periferno konvertovan od strane enzima 5-alfa reduktaze u potentniji androgen DHT, koji je odgovoran za virilizaciju muških spoljašnjih genitalija. Konačno, intaktni periferni androgeni receptori su neophodni za normalan muški razvoj.
Nakon početnog porasta LH i testosterona na rođenju, koji traje oko 12 sati, gonadotropin (LH i folikul stimulirajući hormon [FSH]) i nivo testosterona su niski tokom prvih nekoliko dana života.
Oko 1 sedmice, po rođenju nivoi gonadotropina i testosterona počinju da rastu do nivoa puberteta (vrhunac dostižu od 1-3 meseca života, a zatim se smanjuju do predpubertetskih nivoa u starosti od 6 meseci). Posle 6 meseci starosti, kasniji rast penisa je manji i javlja se paralelno sa opštim somatskim rastom. Sa početkom puberteta rast penisa se nastavlja zbog povećane proizvodnje testosterona.
Hormon rasta takođe igra ulogu u rastu penisa jer je mikropenis primećen kod dece sa izolovanim nedostatkom hormona rasta.
Mikropenis može biti uzrokovan:
- defektom: duž hipotalamično-hipofizno-gonadne osovine,
- defektom perifernog androgenog djelovanja,
- izolovanim nedostatkom hormona rasta,
- primarnom strukturnom anomalijom,
- ili može biti deo genetskog sindroma.

Najčešći uzrok mikropenije je abnormalna funkcija hipotalamusa ili hipofize. U nedostatku normalne funkcije hipotalamusa ili hipofize, penis u normalnom obliku može se razviti zbog majčinog hCG efekta na proizvodnju fetalnog testosterona, ali adekvatan rast penisa se ne javlja nakon 14 sedmice trudnoće, kada proizvodnja testosterona zavisi od lučenja fetalnog hipofiznog LH. Nedostatak adekvatne proizvodnje testosterona do kraja trudnoće usled primarnog poremećaja testisa može takođe dovesti do neadekvatnog rasta penisa.
Mikropenis se takođe može javiti kod dece sa anomalijama i defektima LH-receptora u biosintezi testosterona (npr nedostatak 17-beta hidroksisteroidne dehidrogenaze). Genitalije pojedinaca sa defektima LH-receptora variraju od normalnog ženskog do muškog izgleda sa mikropenisom. Pojedinci sa nedostatkom 17-beta hidroksisteroidne dehidrogenaze najčešće imaju genitalije koje se javljuju u žena a, ređe, dvosmislene genitalije.
Defekti u delovanju perifernog androgena uključuju nedostatak 5-alfa reduktaze(neuspjeh konverzije testosterona u DHT) i sindrom delimične androgenske neosjetljivosti (PAIS) zbog defekta androgenog receptora. Međutim, većina dece sa ovim stanjima ima različite nivoe nepotpune labioskrotalne fuzije, što dovodi do hipospadije i genitalne dvosmislenosti.
Na kraju, genetski sindromi u kojima mikropenija može biti karakteristika su Prader-Willi , Klinefelter i Noonan sindromi , i još nekih sindroma (vidi Uzroke).
Neonatalna hipoglikemija, često je u prvih 24 sata života, povezana je sa drugim nedostacima hormona hipofize, uključujući panhipopituitarizam, nedostatak hormona rasta i insuficijenciju nadbubrežne žlijezde. Ostale karakteristike koje se mogu povezati sa hipopituitarizmom tokom neonatalnog perioda uključuju hipoplaziju ili aplaziju optičkog živca, nistagmus, druge defekte na srednjoj liniji i holestazu sa produženom direktnom hiperbilirubinemijom.
Loš rast ili neuspjeh u napredovanju također je povezan s drugim nedostatkom hormona hipofize.
Nenormalan osećaj mirisa (anosmija ili hipposija) sugeriše Kallmannov sindrom (hipogonadotropni hipogonadizam sa nenormalnim mirisom).
Druge kongenitalne anomalije mogu dati naznake genetskog sindroma.
Porodična istorija slično pogođene dece mogla bi ukazati na porodično oblik hipogonadizma ili drugih nedostataka hormona, defekta u steroidogenezi (autosomno recesivno) ili neosjetljivosti na androgene (X-vezana). Porodična anamneza neobjašnjive smrti u prvoj godini života mogla bi ukazati na nedostatak hormona hipofize, adrenalnu insuficijenciju ili oboje.
Ponekad Pejroniejeva bolest ili hirurgija karcinoma prostate može smanjiti veličinu muškog uda, koji poprima veličinu mikropenisa (ispod 2,5 cm).

## Dijagnoza
Od izuzetne je važnosti je rana dijagnoza bolesti kako bi se što pre započela terapija, npr. još u neonatalnom periodu. Kako je hipoplazija penisa češći entitet od mikropenisa, kod ove dece neophodno je proveriti endokrini status i suficijentnost androgenih receptora. Obično je u pitanju kasnije pobuđen intenzivan rast falusa i većina dece do puberteta dostiže zadovoljavajuću veličinu sa ili ređe bez terapije testosteronom.
Novorođenče ili diete sa mikropenijom treba detaljno ispitati na dismorfna svojstva i druge kongenitalne anomalije. Ovaj pregled treba da obuhvati pažljiv pregled lica i usta na rascep usne ili nepca ili druge indikacije hipofizije na sredini usne duplje.
Abnormalna brzina rasta nakon prvih 6-12 meseci života ukazuje na nedostatak hormona rasta sa ili bez drugih nedostataka hormona hipofize.
Važno je detaljno ispitivanje genitalija, uključujući i pravilna merenja dužine penisa, položaj otvora uretre, mesto i veličinu testisa. Jedan ili oba testisa se mogu abnormalno spustiti jer testosteron takođe igra ulogu u spuštanju testisa.
Merenje dužine penisa
Odgovarajuća tehnika za merenje penisa je upotreba krutog santimetra koji se čvrsto drži na kuku za simfizu pod pravim uglom. Čvrstom, ali nežnom vučom se postavlja penis uz metar kako bi se istegnu uzduž do točke povećanog otpora.
Alternativni, manje traumatični metod je da se kažiprst jedne ruke koristi kao merač pritisnut na simfizi. Kako se na penis stavlja nježna vuča, kažiprst druge ruke se koristi za označavanje dužine na prstu, potom se metar koristi za određivanje dužine.

## Diferencijalna dijagnoza
Dijagnoze koje treba uzeti u razmatranje
Hipogonadizam hipogonadotropije povezan je sa hiperplazijom nadbubrežne žlezde koja je povezana sa X i obično se javlja sa nedostatkom pubertalnog razvoja.
Primarni poremećaj nadbubrežne žlezde javlja se u ranom detinjstvu. Mutacije u DAX1 genu su implicirane.
Diferencijalne dijagnoze
| - Nedostatak 5-alfa reduktaze - Adrenalna hipoplazija - Sindrom neosetljivosti na androgen - Sindrom CHARGE - Poremećaji seksualnog razvoja - Genitalne anomalije - Hipogonadizam - Hipopituitarizam (Panhypopituitarism) | - Kallmannov sindrom i idiopatski hipogonadotropni hipogonadizam - Klinefelter sindrom - Noonan sindrome - Panhipopituitarizam - Deficit deačjeg hormona rasta - Pedijatrijski hipopituitarizam - Prader-Willi sindrom - Smith-Lemli-Opitzov sindrom |

## Terapija
Ako se u neonatalnom period ustanovi mikropenija preporučuje se dijagnostičko terapijski protokol intramuskularnim testosteronom od 25 mg svake 3-4 nedelje, u periodu od 3 meseca.

Kod novorođenčadi sa drugim hormonskim nedostacima (nedostatak hormona rasta, hipotiroidizam, insuficijencija nadbubrežne žlezde) treba primiti odgovarajuće hormonske zamene.
Studija Bekera kao jedna od tri povezane, kod XY muškarca sa PAIS-om ukazala je na mešovite rezultate u lečenju mikropenisa lokalnom terapijom dihidrotestosteronom (4-mesečni dnevni nanos gela). Kod predpubertetskog pacijenta, dužina penisa (SPL) se povećala sa 2,5 cm na 3,5 cm, dok se kod periputskih pacijenat povećala sa 3,5 cm na 5,7 cm. Međutim, odrasli pacijent koji je već bio podvrgnut terapiji visokim dozama testosterona u trajanju od 1 godine nije pokazao nikakvo dodatno povećanje SPL nakon topikalne terapije.
Pregledom literature kod muškaraca sa hipospadijom preoperativna terapija testosteronom može povećati dužinu i obim penisa, osiguravajući adekvatno tkivo kod pacijenata sa mikrofalusom za uspešnu rekonstrukciju uretre. Dokazi sugerišu da kod pacijenata koji se podvrgavaju popravci, preoperativno lečenje testosteronom dovodi do manje komplikacija i kozmetičkog poboljšanja. Istraživači su idalje nesuaglašeni i ne postoji konsenzus o tome da li je testosteron bolje primenjivati topikalno ili parenteralno.
Ukoliko se ne dobije rast penisa, odnosno ako izostane androgeni odgovor, samo u tom slučaju treba razmišljati o inverziji pola, odgovarajućom genitoplastikom. Budući da je većina dečaka sa mikropenisom osetljiva na terapiju testosteronom, genitoplastiku treba primeniti samo u ekstremnim situacijama, mada čak i u tim uslovima neki autori dovode u pitanje opravdanost promene pola.
Obrezivanje treba izbegavati, ili barem odložiti, dok se ne završi odgovarajuća procena, raspored polova i terapija. Ako je povezan sa rastom penisa, terapija testosteronom može olakšati obrezivanje..

## Literatura
- Lee, Yung Seng; Kirk, Jeremy M. W.; Stanhope, Richard G.; Johnston, Derek I.; Harland, Sharon; Auchus, Richard J.; Andersson, Stefan; Hughes, Ieuan A. (2007). „Phenotypic variability in 17?-hydroxysteroid dehydrogenase-3 deficiency and diagnostic pitfalls”. Clinical Endocrinology. 67 (1): 20—28. ISSN 0300-0664. doi:10.1111/j.1365-2265.2007.02829.x.
- Cohee, L. Endocrinology: Table 10-19: Mean Stretched Penile Length. Tschudy MM, Arcara KM. The Harriet Lane Handbook. 19th ed. Philadelphia, PA: Elsevier; 2012. Chapter 10.
- Hughes IA. The Testes: Disorders of Sexual Differentiation and Puberty in the Male. Sperling MA. Pediatric Endocrinology. 3rd ed. Philadelphia, PA: Elsevier Saunders; 2008. Chapter 16.
- Achermann JC, Hughes IA. Disorders of Sex Development. Melmed. Williams Textbook of Endocrinology. 12th ed. Philadelphia, PA: Elsevier Saunders; 2011. Chapter 23.
- Grumbach, M. M. (мај 2005). „A window of opportunity: the diagnosis of gonadotropin deficiency in the male infant”. Journal of Clinical Endocrinology & Metabolism. 90 (5): 3122—7. PMID 15728198. doi:10.1210/jc.2004-2465..
- Quigley, C. A. (2002). „Editorial: The postnatal gonadotropin and sex steroid surge-Insights from the androgen insensitivity syndrome”. Journal of Clinical Endocrinology & Metabolism. 87 (1): 24—28. PMID 11788615. S2CID 71540570. doi:10.1210/jcem.87.1.8265.
- Witchel SF, Lee PA. Ambiguous Genitalia. Sperling MA. Pediatric Endocrinology. 3rd ed. Philadelphia, PA: Elsevier Saunders; 2008. 127-164. Chapter 4.
- Maimon L, Philibert P, Cammas B, et. al. Phenotypical, biological, and molecular heterogeneity of 5-alpha-reductase deficiency: An extensive international experience of 55 patients. Journal of Clinical Endocrinology & Metabolism. 96 (2): 296—307. фебруар 2011. Недостаје или је празан параметар |title= (помоћ).
- Boehmer, A. L.; Brinkmann, A. O.; Sandkuijl, L. A.;  . (децембар 1999). „17Beta-hydroxysteroid dehydrogenase-3 deficiency: diagnosis, phenotypic variability, population genetics, and worldwide distribution of ancient and de novo mutations”. Journal of Clinical Endocrinology & Metabolism. 84 (12): 4713—21. PMID 10599740. S2CID 41997543. doi:10.1210/jcem.84.12.6174..
- Gad, Y. Z.; Nasr, H.; Mazen, I. (март 1997). „5 alpha-reductase deficiency in patients with micropenis”. J Inherit Metab Dis. 20 (1): 95—101. PMID 9061573. S2CID 45756221. doi:10.1023/A:1005326027087..
- Sinnecker, G. H.; Hiort, O.; Dibbelt, L. (1996-05-03). „Phenotypic classification of male pseudohermaphroditism due to steroid 5 alpha-reductase 2 deficiency”. The American Journal of Medical Genetics. 63 (1): 223—30. PMID 8723114. doi:10.1002/(SICI)1096-8628(19960503)63:1<223::AID-AJMG39>3.0.CO;2-O..
- Palmer, Jeffrey S. (2006). „Genitourinary manifestations in boys and girls associated with genetic diseases”. The Journal of Men's Health & Gender. 3 (1): 71—79. ISSN 1571-8913. doi:10.1016/j.jmhg.2005.06.002.
- Cassidy SB, Schwartz S. Prader-Willi Syndrome. GeneReviews. Available at http://www.ncbi.nlm.nih.gov/books/NBK1330/. Accessed: 2 July 2011.
- Waters AM, Beales PL. Bardet-Biedl Syndrome. GeneReviews. Available at http://www.ncbi.nlm.nih.gov/books/NBK1363/. Accessed: 2 July 2011.
- Allanson JE. Noonan Syndrome. GeneReviews. Available at http://www.ncbi.nlm.nih.gov/books/NBK1124/. Accessed: 2 July 2011.
- Ragan, D. C.; Casale, A. J.; Rink, R. C. (фебруар 1999). „Genitourinary anomalies in the CHARGE association”. Journal of Urology. 161 (2): 622—5. PMID 9915472. doi:10.1016/S0022-5347(01)61984-0..
- Lalani SR, Hefner MA, Belmont JW et al. CHARGE Syndrome. GeneReviews. Available at http://www.ncbi.nlm.nih.gov/books/NBK1117/. Accessed: 2 July 2011.
- Bourgeois, M. J.; Jones, B.; Waagner, D. C. (јануар 1989). „Micropenis and congenital adrenal hypoplasia”. Am J Perinatol. 6 (1): 69—71. PMID 2910322. S2CID 36330068. doi:10.1055/s-2007-999548..
- Xu, D.; Lu, L.; Xi, L.;  . (2017-11-27). „Efficacy and safety of percutaneous administration of dihydrotestosterone in children of different genetic backgrounds with micropenis”. J Pediatr Endocrinol Metab. 30 (12): 1285—91. PMID 29176021. S2CID 20834441. doi:10.1515/jpem-2016-0400..
- Stoupa A, Samara-Boustani D, Flechtner I, et al. Efficacy and Safety of Continuous Subcutaneous Infusion of Recombinant Human Gonadotropins for Congenital Micropenis during Early Infancy . Horm Res Paediatr. 2017 Jan 12.
- Drugs: Testosterone. MD Consult. Available at http://www.mdconsult.com. Accessed: 2 July 2011.

## Spoljašnje veze
|  | Molimo Vas, obratite pažnju na važno upozorenje u vezi sa temama iz oblasti medicine (zdravlja). |